# Armengol VII d'Urgell
Pour les articles homonymes, voir Armengol.
Armengol VII (ou Ermengol VII) (né vers 1120/1130 † 11 août 1184), dit el Castellano (le Castillan), fut comte d'Urgell de 1154 à 1184. Il était fils d'Armengol VI, comte d'Urgell, et d'Arsenda de Cabrera.

## Biographie
Le comté d'Urgell était désormais entouré de royaumes chrétiens, et se voyait ainsi sans possibilité d'expansion territoriale, dans le cadre de la Reconquista. C'est pour cela qu'Armengol se consacra plus à ses possessions catalanes, qu'il tenait de sa grand-mère paternelle, Maria Perez Ansúrez, dame de Valladolid. Il a vécu la plus grande partie de son règne comme vassal de Ferdinand II, roi de León, en fut son intendant et tint pour lui plusieurs châteaux de l'Estrémadure léonais.
Il accorde une charte à la population d'Agramunt, en 1163. En 1164, il y bat sa propre monnaie. En 1166, il fonde le monastère Sainte-Marie de Bellpuig de les Avellanes (ca). En 1174, c'est à la population de Balaguer qu'il accorde une charte.
Il est assassiné à Requena le 11 août 1184 et est inhumé au monastère de Bellpuig.

## Mariages et enfants
Il avait épousé en 1157 Douce de Foix († 25 décembre 1209), fille de Roger III, comte de Foix et de Chimène de Barcelone. De ce mariage sont nés :
- Armengol VIII (ca.1158 † 1209) ;
- Marquesa, mariée à Ponce de Cabrera ;
- Miraglia, mariée à don Gomez González de Traba, seigneur de Trastamare.

### Sources et bibliographie
- (en) Cet article est partiellement ou en totalité issu de l’article de Wikipédia en anglais intitulé « Ermengol VII, Count of Urgell » (voir la liste des auteurs).